# Canal de Bydgoszcz
Le canal de Bydgoszcz (en polonais Kanał Bydgoski, en allemand Bromberger Kanal ; autrefois en français canal de Bromberg) est une voie d’eau artificielle reliant les bassins de la Vistule et de l’Oder. Le canal fait le lien entre la Brda (affluent de la Vistule) et la Noteć (affluent de la Warta, elle-même affluent de l’Oder). Il part de Bydgoszcz (anciennement Bromberg) et va jusqu’à Nakło nad Notecią. Il a une longueur de 24,7 kilomètres et est équipé de six écluses. Son gabarit est de 400 tonnes. 

## Histoire
Bien que le projet existât avant le partage de la Pologne, le canal ne fut construit que de 1772 à 1775, à l’initiative du roi de Prusse Frédéric le Grand, sous le nom de canal de Bromberg. Avec le canal de Finow et le canal de Plauen (de), ce fut le troisième grand projet de construction de canal mené à bien pendant son règne.